# Échallat
Échallat is een gemeente in het Franse departement Charente (regio Nouvelle-Aquitaine) en telt 431 inwoners (2005). De plaats maakt deel uit van het arrondissement Angoulême.

## Geografie
De oppervlakte van Échallat bedraagt 15,2 km², de bevolkingsdichtheid is 28,4 inwoners per km².
De onderstaande kaart toont de ligging van Échallat met de belangrijkste infrastructuur en aangrenzende gemeenten.

## Demografie
Onderstaande figuur toont het verloop van het inwonertal (bron: INSEE-tellingen).